# Spilopteron dualis
Spilopteron dualis är en stekelart som beskrevs av Wang 2004. Spilopteron dualis ingår i släktet Spilopteron och familjen brokparasitsteklar. Inga underarter finns listade i Catalogue of Life.